# Antípatre de Roma
Antípatre de Roma（grec antic: Ἀντίπατρος, llatí: Antipater) va ser un metge romà d'origen grec contemporani de Galè (segle ii). El mateix Galè va descriure els símptomes que li van provocar finalment la mort.